# Гран Парадизо (национален парк)
Вижте пояснителната страница за други значения на Гран Парадизо.
Национален парк „Гран Парадизо“ (на италиански: Parco nazionale del Gran Paradiso, на френски: Parc national du Grand-Paradis) е най-старият национален парк в Италия, създаден на 3 декември 1922 г. Разположен е от двете страни на регионите Вале д'Аоста и Пиемонт в Северна Италия около планинския масив Гран Парадизо.
Разпростира се на площ от 71 043 79 хектара, oт които 33 862 са в Пиемонт, на преобладаващо планински терен. От френска страна граничи с Национален парк „Ваноаз“ (Parc national de la Vanoise), с който през 1972 г. сключва спогодба за побратимяване.
Символът му е ибексът – алпийският козирог. Гран Парадизо носи голямата отговорност за опазването му и задължението да се намесва с реинтродукцията и повторното му заселване в други райони при нужда.
През 2014 г. Гран Парадизо става част от престижния световен Зелен списък (Green list) на защитените територии – първият световен сертификат, който признава ефективността и равнопоставеността в управлението на парковете. Той е първият италиански парк, получил това признание.  Включването му в списъка е потвърдено и през 2017, и 2021 г. 

## История
Историята на Националния парк „Гран Парадизо“ е тясно свързана със запазването на неговото животно – символ: алпийският козирог (Capra ibex). Това копитно животно, някога широко разпространено на голяма надморска височина, отвъд гористата линия, е обект на безразборен лов от векове
в Алпите. Причините, поради които е толкова желана плячка от ловците, са най-разнообразни: сочността на плътта му, някои части от тялото му се смятат за лечебни, величието на рогата му, търсени като трофей, и дори силата на афродизиак, приписвана на негова костица (crux cordis), често използвана за талисман. В началото на 19 век се смята, че това животно вече е изчезнало в цяла Европа, но горският инспектор от Вале д'Аоста Жозеф Делапиер открива, че в суровите и стръмни долини, които се спускат от масива Гран Парадизо, има колония от около 100 екземпляра.
На 21 септември 1821 г. кралят на Сардиния Карл Феликс Савойски издава кралски указ, с който нарежда: „ Ловът на козирог остава забранен във всяка част на кралствата отсега нататък“. Този указ, който спасява козирога от изчезване, не е вдъхновен от ценностите на екологичния протекционизъм, нехарактерни за тогавашния манталитет, а от обикновени ловни спекулации. Рядкостта на тези екземпляри превръща лова в лукс, който суверенът предоставя само на себе си.
С Кралски указ на Карл Алберт от 29 декември 1836 г. защитата на алпийския козирог се засилва, макар че е разрешен ловът от страна на краля и кралското семейство.
През 1850 г. младият крал Виктор Емануил II, заинтригуван от историите на брат му Фердинанд, който, докато е на посещение на мините на Коне, отива на лов, пожелава да премине лично през долините на Вале д'Аоста. Той тръгва от долината Шампорше, прекосява алпийския проход Фенетър дьо Шампорше на кон и стига до Коне; по този маршрут той убива шест дива кози и един козирог. Кралят е поразен от изобилието на фауната и решава да създаде кралски ловен резерват в тези долини.
Нужни са няколко години, за да могат служителите на Савойския дом да уговорят стотици договори, с които жителите на долините и общините дават на суверена изключителното ползване на правата за лов, свързани с лова на дива коза и птици, тъй като ловът на козирог е забранен на селяните в продължение на 30 години, а в някои случаи дори и правата за риболов и паша. Планинарите вече не могат да докарват овце, говеда и кози на високопланинските пасища, запазени за дивеча.
Кралският ловен резерват „Гран Парадизо“ се ражда официално на 1 януари 1856 г. и неговата територия е по-голяма от сегашния национален парк; в него навремето са включени и някои общини на Вале д'Аоста като Шампорше, Шамдепра, Фенис, Валгризанш и Брисон), които впоследствие не са включени в границите на защитената зона. Селяните, след първоначално недоволство, доброволно се отказват от правата си, разбирайки, че присъствието на краля в тези долини ще донесе благополучие на местното население. Крал Виктор Емануил обещава, че ще „тръска пари по пътеките на Гран Парадизо“.
Създаден е надзорен орган, състоящ се от около петдесет служители, наречени Кралска ловна гвардия, възстановени са църкви, насипи и общински къщи, изградени са навеси за пазачите на парковете и по-големи ловни къщи с местна работна ръка. Най-важната работа, която променя облика на долините на Вале д'Аоста и Канавезе, е гъстата мрежа от павирани пътища за мулета, построени за свързване на селата с ловните хижи, покриващи разстояние от над 300 км. Тези пътища са проектирани така, че да позволяват на краля и неговия антураж да пътуват удобно на кон в рамките на резервата. Повечето от тях са приложими и днес. Те преодоляват стръмни склонове с безброй много широки завои, като винаги поддържат лек и постоянен наклон. Повечето се простират над 2000 m и в някои случаи надхвърлят 3000 m (Коле дел Лозон на 3296 m и Коле дела Порта на 3002 m). Най-недостъпните точки са преодоляни чрез вкопаване на пътеката в скалата. Пътното платно е павирано с камъни, поддържано от сухи каменни зидове, изградени със значително умение и с променлива ширина от 1 до 1,5 метра.
Най-добре запазеният участък е в долината Вале Орко; от прохода Коле дел Ниволе, след един първи участък на половината път нагоре по хълма, кралската пътека пресича проходите Тера и Порта, докосва ловната хижа „Гран Пиано“ и след това се спуска до село Ноаска.

### Кралски лов
Крал Виктор Емануил II отива в резервата Гран Парадизо обикновено през август и остава там от две до четири седмици. Вестниците и публикациите от онова време са екзалитирани за добродушния характер на краля, който разговаря и обсъжда с голяма любезност на пиемонтски език с местното население и го описват като смел рицар и с непогрешимо оръжие. В действителност ловните кампании са организирани така, че кралят да може да уцели плячката, докато удобно чака в един от наблюдателните пунктове, изградени покрай пътеките.
Обкръжението на краля се състои от около 250 души, наети сред жителите на долините, които изпълняват задълженията на биячи и носачи. За последните ловът започва още през нощта. Те отиват на местата, посещавани от дивеч, образуват огромен кръг около животните и след това с писъци и изстрели ги плашат, така че да ги насочат към котловината, където кралят чака зад полукръгла наблюдателница от камъни. Само той може да стреля по копитните животни; зад него стои „великият веньор“, на когото е заповядано да убие ранените екземпляри или тези, избягали от пушечния огън на краля. Обект на лов са мъжкият козирог и възрастната дива коза. Няколко десетки са поваляни на ден. Изборът да бъдат пощадени женските и малките благоприятства увеличаването на броя на копитните животни и кралските ловни експедиции стават все по-изобилни от година на година.
На следващия ден след лова кралят и свитата му се местят в съседната ловна хижа. Неделята е почивка за биячите и от селата някои свещеници идват да отслужват литургия на открито. Маршрутът, който кралят най-често извървява по време на обиколките му на планината Гран Парадизо, е следният: той започва от Шампорше, пресича прохода Фенетър дьо Шампорше (2828 m), слиза до Коне, стига до Валсаваранш и минавайки през Коле ди Лозон (3296 m), се изкачва до Коле дел Ниволе (2612 m) и от тук навлиза в територията на Канавезе, минавайки над Черезоле Реале и след това се спуска до село Ноаска (1058 m) по долината Чамозерето (както подсказва името, богата на дива коза). Най-използваните ловни хижи са тези на Дондена (2186 m), Лозон (2584 m, днес Хижа „Виторио Села“), Орвией и Гран Пиано ди Ноаска (наскоро възстановена като хижа).
Наследниците на крал Виктор Емануил II – Умберто I и Виктор Емануил III също предприемат дълги ловни кампании в резервата. Последният кралски лов се състои през 1913 г. Крал Виктор Емануил III, по-културен и по-малко приветлив към жителите на долината от дядо си, решава през 1919 г. да отстъпи териториите на Гран Парадизо, които притежава със съответните си права над тях на държавата, като посочва като условие идеята за създаване на национален парк за опазване на алпийската флора и фауна.

### Национален парк
На 3 декември 1922 г. крал Виктор Емануил III, в първите дни на управлението на Мусолини, подписва указ, с който се създава Национален парк „Гран Парадизо“. Чл. 1 гласи, че целта на парка е „да опазва фауната и флората и да опазва специалните геоложки образувания, както и красотата на ландшафта”. Чл. 4 гласи, че управлението е поверено на Кралската комисия на Национален парк „Гран Парадизо“. Следват редица правила: в периметъра на парка ловът и риболовът са забранени, достъпът с кучета, оръжия и устройства, които служат за тези цели, Комисията може да спре и да регулира пашата на някои места. Службата за наблюдение е поверена на Кралския горски корпус, който възстановява всички рейнджъри на стария резерват, които са пожелали.
След това обаче настъпват мрачни години за парка. В периода 1933 - 1947 г. броят на алпийските козирози намалява драстично. През 1933 г. Кралската комисия е премахната с кралски указ и управлението на парка преминава към (фашисткото) Министерство на земеделието и горите. Надзорът, поверен на Националната горска милиция, се превръща в нещо като наказателна служба: злодейци или политически противници, често несвикнали със суровостта на планината, са изпращани там да изкупят вината си (един вид италиански „малък Сибир“). Бдителността губи своята ефикасност, бракониерството се възобновява и на моменти на рейнджърите дори е нареждано да убиват екземпляри козирог и дива коза от най-добрите видове, за да се прави подарък на военните власти. По време на войната, предвид абсолютния недостиг на храна, бракониерството е необходимо и за местното население.
След завръщането на мира козирозите са намалели до едва 400 глави. На 5 август 1947 г. с указ на временния държавен глава Енрико Де Никола е създадена Институцията на Националния парк „Гран Парадизо“ (Ente Parco Nazionale Gran Paradiso) с борд на директорите, съставен от 13 елемента, и с корпус от охрана директно към него. Проф. Ренцо Видезот е назначен за главен директор и той остава такъв чак до 1969 г.). През 1948 г. в замъка на Сар той създава първата италианска екологична асоциация – Националната федерация за природата. Така приключва дългото преминаване, продължило почти 30 години, от ловния резерват до националния парк.
През 1955 г. в сърцето на парка, във Валнонте (Valnontey) – подселище на община Коне, на 1700 m надм. височина е открита ботаническата градина „Парадизия“ с площ от около 10 000 m².
През 1972 г. паркът подписва спогодба за побратимяване с близкия френски Национален парк „Ваноаз“.
През 2000-те години националният парк също е признат за място от общностен интерес (код SIC / ZPS: IT1201000) и е част от Орнитологично важното място Gran Paradiso (cod. IBA: IT008).
През 2006 г. е удостоен с Европейската диплома за защитени територии, подновена през 2012 г. заедно с тази на френския Национален парк „Ваноаз“.  Дипломата е присъждана от Съвета на Европа на природни или полуестествени защитени територии, които представляват европейски интерес от гледна точка на опазването на биологичното, геоложкото или ландшафтното разнообразие и които се ползват с адекватно ниво на защита.
През 2007 г. Съветът на директорите на Дирекцията на парка с решение № 16 от 27 юли 2007 г. установява промяна в границите му, като уведомява Министерството на околната среда и защитата на територията и морето на 30 октомври 2007 г. С Указ на Президента на Републиката от 27 май 2009 г., обнародван в Държавен вестник бр. 235 от 09.10.2009 г. паркът е премерен, като общата площ е намалена с 0,07 на сто от територията. Президентът на Републиката обаче преценява интервенцията за положителна, тъй като изборът на периферните зони за включване в парка е извършен въз основа на тяхната натуралистична стойност, например силно създадените от човека площи са продадени и се включват по-естествени площи, докато за новия периметър на парка е даден приоритет на наличието на естествени граници за по-рационално управление на територията.
През 2014 г. Гран Парадизо става част от престижния световен Зелен списък (Green list) на защитените територии – първият световен сертификат, който признава ефективността и равнопоставеността в управлението на парковете. Той е първият италиански парк, получил това признание. Това е препотвърдено през 2017 и 2021 г.

## Физическа география

### Орография
Гран Парадизо е единственият планински масив с кулминация на над 4000 m изцяло на италианска територия. Паркът е засегнат от пет основни долини: Вал ди Рем (Val di Rhêmes), Вал ди Коне (Val di Cogne), Валсаваранш (Valsavarenche), Вале дел Орко (Valle dell'Orco) и Вал Соана (Val Soana); по-специално приблизително границите му определят Вал ди Коне на север, Вал ди Рем на запад, Вале Орко на юг и Вал Соана на изток. . Ивицата с дължина от 3 до 4000 m е покрита с 59 снежнобели ледника , по-обширни от страна на регион Вале д'Аоста, от които поне 29 са постоянно наблюдавани от надзирателите на парка.  Това са многогодишни, но сравнително скорошни ледници, образувани по време на „малкото заледяване“ през 17 век.
От най-високия връх (4061 m) започва билото, което разделя Коне от Валсаваранш, което, слизайки към град Аоста, се издига в двата върха Ербете (Herbétet) (3778 m) и Гривола (Grivola) (3969 m). От пиемонтската страна се открояват планините Чарфорон (Ciarforon) (3642 m), Трезента (Tresenta) (3609 m) и Бека ди Мончаир (Becca di Monciair) (3544 m). Те са лесно разпознаваеми от опитно око дори от Торинската равнина. Чарфорон е един от най-особените върхове на Алпите: от страната на на Вале д'Аоста е покрит от огромна ледена шапка, а от страната на Пиемонт изглежда като гола планина с трапецовидна форма.
Торе дел Гран Сан Пиетро (Torre del Gran San Pietro) (3692 m) и Беки дела Триболационе (Becchi della Tribolazione) (около 3360 m) се намират във високата долина Пиантонето (Piantonetto); привилегированата точка за наблюдение е Хижа „Понтезе“ (Rifugio Pontese) в Пиан деле Муанде ди Телечо (Pian delle Muande di Teleccio). От Пунта ди Гализия (Punta di Galisia) (3346 m) – планина, на чийто връх се срещат границите на Пиемонт, Вале д'Аоста и Франция, в югоизточна посока излиза хребет, изграден от назъбени и заострени върхове, които завършват с внушителния скалист бастион на трите Леване (Levanne) (около 3600 m): това са назъбените и искрящи върхове, които вдъхновяват одата „Пиемонт“ на поета Джозуе Кардучи, който през 1890 г. успява да посети тези земи.
Планината „Гранта Парей“ (La Granta Parey) (3387 m) е планинският символ на Вал ди Рем. Тя маркира най-западната точка на парка. Върховете на източния сектор на парка са по-ниски; сред тях се открояват Пунта Лавина (Punta Lavina) (3308 m) и Роза дей Банки (Rosa dei Bianchi) (3164 m). Роза дей Бианки е много популярна сред туристите заради въздушната панорама, която предлага към долините Соана и Шампорше. Върховете на националния парк са част от Грайските Алпи .

### Геоморфология
Геоморфологията на района е моделирана от разширяването на ледниците, които покриват цялата област по време на кватернерните заледявания, а типичните аспекти на периглациалната среда все още се виждат в районите около ледниците. В долината Черезоле Реале има исполински котли – дълбоки ямкови вдлъбнатини в скалите, които възникват от речна ерозия на места, покрити от ледници. Границата на многогодишните снегове е поставена на около 3000 m надморска височина. В долината Соана, в Пиата ди Лацин има характерни „каменни кръгове“ (patterned ground), моделирани от сланата.

### Долини и общини
Паркът е на територията на 13 общини: 6 в регион Пиемонт и 7 в регион Вале д'Аоста.
- Вале д'Аоста:
  - Вале ди Коне (лява орографска страна): Коне, Еймавил
  - Валсаваранш (от двете страни): Валсаваранш, Ентро, Вилньов
  - Вал ди Рем (дясна орографска страна): Рем Нотър Дам, Рем Сен Жорж
- Пиемонт (Метрополен град Торино):

- - Вале дел'Орко (лявата страна + дясна страна до източната Левана): Черезоле Реале, Ноаска, Локана, Рибордоне (само горната част на долината)

- - Вал Соана (долините на Форцо, Кампилия и десният сектор на долината на Пиампрато): Валпрато Соана, Ронко Канавезе.

### Хидрография
Територията на парка попада на юг във водосборния басейн на потока Орко и на север в този на река Дора Балтеа.
- Най-големите и впечатляващи езера в парка се намират в района около алпийския проход Коле дел Ниволе (Colle del Nivolet). От двете Ниволетски езера (Laghi del Nivolet), пред Хижа „Савоя“ в едноименното плато води началото си потокът Савара, който, след като пресича долината, на която дава името си (Валсаваранш), се влива в река Дора Балтеа близо до град Аоста. След преминаване на тревистото стъпало над хижата се навлиза в равнините Росе (Rosset), където са видими най-зрелищните природни езера от цялата защитена територия: езерото Лейтà (Lago di Leità) с неговата особена издължена форма и езерото Росе (Lago Rosset) с характерното си островче. Последните представляват водоизточникът на потока Орко, който тече към Пиемонт и се влива в река По близо до град Кивасо. Недалеч от равнините Росе се намират Lacs des trois becs (три големи и две малки езера) и продължавайки още малко – Черното езеро (Lago Nero или Lago Leynir). „Регионът на големите езера“ е сърцевината на националния парк: от бреговете на тези водни басейни погледът минава над всички главни върхове на планините Гран Парадизо и Леване.Езерата на Ниволе: съвсем очевидна е типичната U-образна конформация на долината, моделирана от предишно ледниково разширяване.

- Във Вал ди Рем се намира езерото Пелò (Lago Pellaud), разположено сред красива лиственица на сравнително ниска надморска височина (1811 m).
- Във Вал ди Коне има две интересни езера: езерото „Лозон“ (Lago Lauson) във Валнонте (подселище на Коне) и езерото „Луа“ (Lago Loie) (2356 m) в долината Бардоне.
- От разчленената страна на долината Вале Орко, по пътя на кралския път за мулета, точно под Коле дела Тера, между морените се намира езерото Лиле (Lago Lillet). Предвид надморската височина от 2765 m то, с изключение на кратък летен период, то е винаги замръзнало. В околностите му може да се срещнат, в благоприятния сезон, стада козирози с малките им и козички на няколко месеца. До езерото се стига и по стръмна пътека, която се изкачва от махала Муа на Черезоле Реале.
- Едно от по-малко известните кътчета на парка е езерото Дре (Lago di Dres) (2073 m). Намира се на обратната страна на Вал Орко, почти на крайната южна граница на парка. Това е една от малкото точки от пиемонтската страна, където може да се видят върхът и ледникът на планината Гран Парадизо, надничащ над високите върхове на Канавезе.
- Езерото Лазен (Lago di Lasin) (2104 m) се намира във Валоне ди Форцо във Вал Соана в центъра на дива котловина. Характерен за него е големият остров, който заема североизточната част на водоема.

Град Торино зависи от хидроелектрическите градове на Канавезе: Черезоле Реале и Локана. Във Вале Орко има шест изкуствени резервоара, управлявани от Iride Sp A.: три са разположени по протежение на пътя, който води до прохода Коле дел Ниволе: езерата Черезоле, Серу и Анел (Lago di Ceresole, Lago Serrù, Lago Agnel), други три в страничните долини от слънчевата страна: Телечо, Валзоера и Еуджо (Lago di Teleccio, Valsoera, Lago d'Eugio).

#### Водопади
Като се има предвид стръмнината, която характеризира долините на Гран Парадизо, от само себе си се разбира, че потоците, които минават през тях, пораждат в бурния си ход многобройни водопади, които омекотяват суровия пейзаж на парка. Най-зрелищни са тези на Лилà (Lillaz) – подселище на Коне. Също така от пиемонтската страна има няколко живописни водопада, които лесно могат да се наблюдават от туристите: този над село Ноаска или този, образуван от потока Нел в селището Киапили ди Сото. Близо до Киапили ди Сопра – най-високото селище на Черезоле Реале правят шоу други два гръмогласни водопада.

## Околна среда
Съгласно Рамковия закон за защитените територии територията на парка е разделена според различни степени на защита:
- интегрален резерват
- общоориентирани резервати
- защитени зони
- области на икономическо и социално насърчаване.

### Флора
В долната част на парка като денивелация има гори с лиственица, пасища, широколистни гори, съставени от трепетлика, леска, дива череша обикновен явор, дъб, кестен, ясен, бреза, офика. Буковите гори в диапазона между 800 и 1200 m се намират само от пиемонтската страна между Ноаска, Кампиля Черво и Локана. Между 1500 и 2000 m има иглолистни гори. Каменният бор е широко разпространен във Вал ди Рем, докато сребристата ела се среща само във Вал ди Коне близо до Vieyes, Sylvenoire и Chevril. Във всички долини се срещат вечнозелените смърч и лиственица. Лиственицата е единственото иглолистно дърво в Европа, което губи иглите си през зимата. Горите от лиственица са много светли и позволяват развитието на гъст подлес от рододендрони, боровинки, малини, дървесен здравец, диви ягоди. Като цяло горите от смърч, лиственица и бор заемат около 6% от територията на парка. Невъзможно е да се изброи безкрайното разнообразие от цветя, които оживяват различните среди на парка със своите цветове от март до август. В началото на лятото цъфтят типичната за гората лилия Петров кръст и цъфтящата по поляните лилия на Св. Йоан. Доста отровният аконит се намира покрай водните пътища. Между най-високия горски пояс и 2200 m има рододендрони с характерните им цветни камбанки с цвят на циклама.
Над 2500 m между скалите намират своето местообитание каменоломката, androsace alpina, пелинът, cerastium и лютичето на ледовете. Та тези височини има и еделвайсът и дивият пелин, но много рядко. Торфените блата и влажните зони са колонизирани от пушица, чиито бели пухове предвещават края на лятото.

### Фауна
Животното – символ на парка е алпийският козирог, присъстващ в около 2700 единици (преброяване от септември 2011 г.). Възрастният мъжки може да тежи от 90 до 120 кг, докато рогата на женската могат да достигат до 100 см. По-малката женска има по-гладки рога, дълги само 30 см. Стадата се състоят само от мъжки или от женски с техните малки. По-възрастните мъжки живеят изолирано. Периодът на чифтосване съвпада с месеците ноември и декември; в този период мъжките козирози, достигнали пълна полова зрялост, се бият помежду си, нарушавайки тишината на долините с безпогрешния шум на рогата, който се чува и от дъното на долината. Женската остава плодородна няколко дни. Бременността продължава шест месеца. В края на пролетта козирогът се оттегля в някакъв изолиран перваз, където да роди през май или юни едно, понякога две малки. Козирогът има мек и спокоен характер и може лесно да се наблюдава от човек.
Дивата коза от друга страна е подозрителна, елегантна в своите скокове, бърза и пъргава. По-малка по размер (максимум 45–50 кг), от нея има над 8000 екземпляра. Рогата ѝ, не толкова внушителни като тези на козирога, са тънки и леко извити. Това копитно животно вече не е застрашено от изчезване, тъй като абсолютната липса на естествени хищници благоприятства числеността му и прекомерната колонизация на територията (през зимата дивите кози се спускат в долината, увреждайки храсталаците, пресичат асфалтираните пътища, достигат в търсене на храна на няколко метра от къщите и понякога са необходими селективни ловни действия за намаляване на броя им).
В миналото паркът не е балансирана и цялостна екосистема. Естествените хищници отсъстват напълно: мечката и вълкът са изчезнали от векове, а останалите са преследвани по време на резервата. Задачата на Кралската ловна гвардия е да защитава дивеча не само от бракониерите, но и от животните, считани за вредни, а кралят награждава убийството на рис, брадат лешояд, лисица или орел с големи суми. Това довежда до изчезването на европейския рис и брадатия лешояд около 1912-1913 г.
Благодарение на дейностите по наблюдение и опазване, има 27 двойки златни орли (преброяване от 2013 г.), достигайки една от най-високите гъстоти на двойки златни орли в Алпите , докато лисицата остава доста присъстваща. В края на 20. век са изпробвани техники за повторно въвеждане на риса. Освен това отново е въведен брадатият лешояд, от който вече има около 7 индивида. От 2011 г. брадатият лешояд отново започва да гнезди в парка, макар и безуспешно през първата година. През 2012 г. гнезденето е повторено за две двойки и е успешно и в двата случая, като за всяко гнездо се отглеждат малки. Вълкът, нарастващ в Италия, изкачвайки Апенините, се завръща, за да бъде видян в парка през последните години и вече има 6-7 екземпляра: това е семейно стадо от 5-6 екземпляра във Валсаваранш, Вал ди Рем и Валгризанш и един вълк във Вал ди Коне . През 2017 г. е констатирано образуване на стадо във Валсаваранш с шест малки.
Друг много често срещан бозайник в парка е мармотът (има около 6000 единици). Живее в подземни дупки с няколко прохода като изходни маршрути. Предпочита пасища и равнинни площи, по-специално във Вал ди Рем и Валсаваранш. Той е гризач и при първото студено време изпада в дълбока летаргия, която продължава почти шест месеца. Неговият вик е безпогрешен: свирене, която мармотът „страж“ издава, изправен вертикално, когато забележи опасност или животно, чуждо на околната среда, последвано от внезапно бягство на останалите членове на стадото.
Множество видове птици също са част от фауната на парка: мишелови, кълвачи, синигери, тундрови яребици, жълтоклюни гарги, малки ястреби, големи ястреби, горски улулици, домашни кукумявки, бухали.
В езерата и потоците има два вида пъстърва: едната е местна – кафява пъстърва, а другата е инвазивна – речна пъстърва, въведена през 1960-те години с туристически цели с одобрението на някои учени от онова време , и чрез процеса на унищожаване от езера с голяма надморска височина благодарение на проекта "Progetto Life+ Bioaquae". 
В 4 малки алпийски езера: Ниволе Супериоре, Требеки Инфериоре, Требеки Супериоре и Лиле е установено присъствието на малкото ракообразно Daphnia middendondorffiana. Всички те са езера, разположени на над 2500 m надм. височина и без рибна фауна, а дафниите са вид, който обикновено има за местообитание сладките води на арктическите екосистеми.
Сред влечугите са обикновената усойница (Vipera aspis, типична за сухите райони, а сред земноводните са саламандрата Salamandra salamandra). В иглолистните гори понякога могат да бъдат открити купчини иглолистни игли с височина до половин метър: това са гнездата на червената горска мравка (Formica rufa).

## Туризъм

### Интересни места
Особен интерес представляват местообитанията, считани за приоритетни от Директива Хабитат: варовиковите настилки, горите от клек (pinus uncinata), ниските варовикови блата с алпийски пионерски формации на Caricion bicoloris atrofuscae, сухите тревисти образувания върху варовиков субстрат (Festuco-Brometalia), активните високи торфени блата, гористите блата. По-специално, в рамките на парка има някои биотопа от особен интерес за Общността, предложени като територия от значение за Общността Натура 2000:
- Прасконду (Prascondù) (код IT1110046)
- Валоне Адзария - Бармайон - Торе Лавина (Vallone Azaria - Barmaion - Torre Lavina) (pSIC код: IT1110059)
- Валоне дел Каро, Пиани дел Ниволе, Кол Росе (Vallone del Carro, Piani del Nivolet, Col Rosset) (pSIC код: IT1110060)
- Варовикови среди на голяма надморска височина във Вал ди Рем (pSIC код: IT1201010)
- Гора Парийо (Bosco del Parriod) (pSIC код: IT1201020)
- О Рос, езеро Джуан, Коле Антрелор (Eaux Rousses, lago Djouan, Colle Entrelor) (pSIC код: IT1201030)
- Големите долини на юг от Ла Гривола (pSIC код: IT1201040)
- Гора Силвеноар - Априсоне (Bosco Sylvenoire - Arpissonet) (cod.pSIC: IT1201050)
- Връх Гран Парадизо - Моне (Vetta Gran Paradiso - Money) (pSIC код: IT1201060)
- Алпийско торфено блато Pra Suppiaz (pSIC код: IT1201070)

### Посетителски центрове
Посетителските центрове са:
- Homo et Ibex (Човек и ибекс) в Черезоле Реале
- Le forme del paesaggio (Формите на пейзажа) в Ноаска
- Spaciafurnel - Antichi e nuovi mestieri (Спачафурнел - Стари и нови занаяти) в Локана
- La cultura e le tradizioni religiose (Културата и религиозните традиции) в Рибордоне
- Tradizioni e biodiversità in una valle fantastica (Традиции и биоразнообразие в една фантастична долина) в Ронко Канавезе
- I preziosi predatori (Скъпоценните хищници) в местност Degioz във Валсаваранш, посветен на риса и на неговото завръщане през 1970-те г. и от 31 юли 2011 г. с ново пространство, посветено на вълка[28]
- Bentornato gipeto! (Добре дошъл, брадати лешояде!) в местността Chanavey на Рем Нотър Дам, посветено на брадатия лешояд и на орнитофауната на парка[29]
- Tutel-Attiva Laboratorio Parco в Коне, ателие в селището на миньорите, родено през 2007 г.[30]
- Acqua e Biodiversità („Вода и биоразнообразие“) в местност Ровно (Rovenaud) в долината Валсаваранш
- L'uomo e i coltivi („Човекът и обработваемите земи“) в Кампиля Соана (подселище на Валпрато Соана)

В допълнение към центровете за посетители има някои музейни изложби или ботанически колекции:
- Vecchia Scuola di Maison (Старо училище на Мезон), постоянна експозиция в село Ноаска)
- Le torbiere d'alta montagna (Високопланинските торфища) в Черезоле Реале) (затворено)
- Giardino alpino Paradisia (Алпийска градина „Парадизия“ във Валнонте – подселище на Коне, открита през 1955 г. на 1700 m надм. височина)
- Ecomuseo del rame (Екомузей на медта в Ронко Канавезе) (затворен)

### Хижи и биваци
В парка има множество хижи, в допълнение към биваците за планинари и за тези, които ги използват от време на време при спазване на правилата, продиктувани от Италианския алпийски клуб. Всички те имат различен период на отваряне и затваряне и в някои има възможност за храна и/или настаняване. Сред хижите, получили „знак за качество“ на Дирекцията на парка, са Хижа „Гуидо Муцио“, Хижа „Масимо Мила“, Хижа „Ле Фонти“ и Хижа „Марио Беци“.
Пълен списък:
- Община Еймавил:
  - Бивак „Марио Гонтие“ (Bivacco Mario Gontier) (2310 m надм. вис.)
- Община Черезоле Реале:
  - Хижа „Гуидо Муцио“ (Rifugio Guido Muzio)
  - Хижа „Масимо Мила“ (Rifugio Massimo Mila)
  - Хижа „Гулиелмо Джервис“ (Rifugio Guglielmo Jervis)
  - Хижа „Ле Фонти“ (Rifugio Le Fonti)
  - Хижа „Пиан дела Балота“ (Rifugio Pian della Ballotta)
- Община Коне:
  - Хижа „Мечта на Бердзè ал Перадца“ (Rifugio Sogno di Berdzé al Péradzà)
  - Хижа „Виторио Села“ (Rifugio Vittorio Sella) в Лозон
- Община Локана:
  - Хижа „Понтезе“ (Rifugio Pontese) във Вал Телечо
- Община Ноаска:
  - Хижа „Ноаскета“ (Rifugio Noaschetta)

- Община Рем Нотър Дам:
  - Хижа „Джан Федерико Беневоло“ (Rifugio Gian Federico Benevolo)
- Община Валгризанш:Хижа „Град Кивасо“
  - Хижа „Шале дьо л'Епе (Rifugio Chalet de l'Épée) (2370 m надм. вис.)

- - Хижа „Марио Беци“ (Rifugio Mario Bezzi) (2284 m надм. вис.)
- Община Валпрато Соана:
  - Място „Етап GTA на Пампрато“ (Posto Tappa GTA di Piamprato)
  - Хижа „Джовани Баузано“ (Rifugio Giovanni Bausano)
- Община Валсаваранш:
  - Хижа „Град Кивасо“ (Rifugio città di Chivasso) на Коле дел Ниволе (2604 m надм. вис.)
  - Хижа „Федерико Шабо“ (Rifugio Federico Chabod)
- Хижа „Маргарита Савойска“ (Rifugio Margherita di Savoia) (2534 m надм. вис.)
  - Хижа „Виктор Емануил II“ (Rifugio Vittorio Emanuele II) (2735 m надм. вис.)

### Религиозна архитектура
В селищата в парковите долини нерядко се срещат декоративни и художествени елементи, свидетели за народната религиозност. По фасадите на старите къщи могат да се видят стенописи от 19 век.
Други интересни народни художествени изрази са оброчните стълбове, на които Вал Соана е особено богата, разположени по протежение на главните пешеходни маршрути, дори при по-високи височини: най-високият се намира на 2000 m близо до светилището на Сан Бесо.
Религиозната архитектура намира максимален израз в Светилището Прасконду (Santuario di Prascondù) в община Рибордоне, датиращо от 1620 г.; то е съвременник на подобни структури, построени по протежение на Алпите: Свещените планини. В него се помещава и Музеят на народната религиозност, създаден от администрацията на парка. 

### Алпийски пасища
Една от основните характеристики на планинската икономика е практиката на прогресивното преселване на добитъка в течение на годината от ливадите в дъното на долината към междинните пасища и след това към високопланинските такива, където са разположени планинските пасища. Къщите на планинските пасища се състоят от две основни сгради: двуетажна сграда с мазе или малка конюшня на приземния етаж и с дом на овчаря и място за млекопреработка на първия етаж; сграда, съседна на първата, много по-развита по дължина и с един етаж, заета от конюшнята. 

### Гастрономия и занаяти
Хранителните продукти на парка са предимно bodeun – наденица със свинска кръв и картофи и mocetta – салам на основата на месо от дива коза. Оцеляват занаятите на кожарството, медта, кованото желязо и планинските земеделски инструменти.

## Дейности
В парка всеки годишен сезон предлага различни сценарии. Късната пролет и лятото са месеците на цъфтеж и на туризъм на голяма надморска височина; напр. проектът „Разходка в облаците“ позволява да се открие девствената среда без замърсяване на въздуха и далеч от шума на автомобилите. През есента горите се оцветяват, докато започва сезонът на чифтосване на дивата коза, идеален фон за фотографски преход в долините на защитената местност. През зимата покритата със сняг местност е подходяща за разходки със снегоходки, практикуване на ски бягане и ски алпинизъм (с подкрепата на планински и трекинг водачи), с възможност за наблюдение на животни. Освен това, благодарение на Rê.VE - Grand Paradis, съфинансиран от фонда на FESR на ЕС, от 2012 г. се предлага парк от електрически велосипеди с педали за преминаване през парка в една от най-големите системи за споделяне на велосипеди в Европа.
Паркът е истинско образователно ателие на открито, в което училища от всякакъв тип и нива могат да развиват натуралистични и исторически познания, но също и спортни и културни знания благодарение на предложенията за екологично образование, популяризирани от Дирекцията на парка. Паркът организира множество дидактически дейности с училищата и през различни периоди от годината предлага възможност за провеждане на различни дейности в приключенските лагери и в работните лагери.

### Пътека за незрящи
От 1992 г. в парка има оборудвана пътека за незрящи около един километър и с малък наклон.

## Филмография
- Un altro mondo („Друг свят“) - документален филм от 2009 г. на Жозеф Пекен, който проследява живота на парков рейнджър в продължение на една година в ежедневното му наблюдение на защитената територия.